# A Day in the Life (Eric Benét)
A Day in the Life è il secondo album in studio del cantante statunitense Eric Benét, pubblicato il 27 aprile 1999.

## Tracce
1. That's Just My Way – 5:16 (Eric Benét, Chalmers Alford, Ali Shaheed Muhammad)
2. George Porgy (feat. Faith Evans) – 4:40 (David Paich)
3. Spend My Life with You (feat. Tamia) – 4:35 (Eric Benét, Demonte Posey, George Nash, Jr.)
4. Something Real – 4:33 (Jeffrey Young, Curtis Wilson, Rochad Holiday, Eric Benét, Leslie Butler, Shari Watson)
5. Loving Your Best Friend – 4:20 (Wyclef Jean, Jerry Duplessis, Eric Benét)
6. When You Think of Me (feat. Roy Ayers) – 5:43 (Eric Benét, James Poyser, Vikter DuPlaix)
7. Lamentation – 4:07 (Eric Benét, Chalmers Alford, Ali Shaheed Muhammad)
8. Dust in the Wind – 4:30 (Kerry Livgren)
9. Why You Follow Me – 5:24 (Eric Benét, Chalmers Alford, Ali Shaheed Muhammad)
10. Come as You Are – 5:11 (Eric Benét, George Nash Jr.)
11. Love the Hurt Away (feat. Meshell Ndegeocello) – 4:14 (Eric Benét, Demonte Posey, George Nash Jr.)
12. Ghetto Girl (feat. Meshell Ndegeocello) – 4:12 (Eric Benét, Demonte Posey, Jeffrey Young)
13. Love of My Own – 5:42 (Eric Benét, James Poyser, Vikter DuPlaix)

## Classifiche

### Classifiche settimanali
| Classifica (1999) | Posizione massima |
| ----------------- | ----------------- |
| Francia           | 53                |
| Paesi Bassi       | 81                |
| Regno Unito       | 67                |
| Stati Uniti       | 25                |

### Classifiche di fine anno
| Classifica (1999) | Posizione |
| ----------------- | --------- |
| Stati Uniti       | 177       |